# Порта, Джованни Доменико
Джованни Доменико Порта (итал. Giovanni Domenico Porta; 1722, Сан-Маурицио-д’Опальо, Пьемонт — 10 декабря 1780, Рим) — итальянский живописец. Придворный портретист римских пап Климента XIII, Климента XIV и Пия VI.

## Биография
Под фамилией Порта известно множество итальянских художников: архитектор Джакомо делла Порта, скульптор и реставратор античных статуй, антиквар и коллекционер Джованни Баттиста делла Порта, живописец Бартоломмео делла Порта и многие другие.
Биографических сведений о Джованни Доменико сохранилось крайне мало. Известно, что с 1736 по 1744 год он работал в Риме помощником живописца Антонио Марии Висконти, который, в свою очередь, был учеником генуэзца Джованни Баттисты Гаулли, известного как Бачиччио.
17 декабря 1751 года он женился на Петронилле Диане Боннакорси, с которой у него было семеро детей (пять дочерей и два сына). Джованни Доменико был связан с двумя знатными семьями Рима: Висконти и Кампаны. 10 декабря 1780 года художник скончался от приступа апоплексии.
Одна из его самых известных картин — «Мученичество Сан-Маурицио» (Святого Маврикия, 1756) в церкви Сан-Маурицио его родного города Сан-Маурицио д’Опальо.

## Галерея

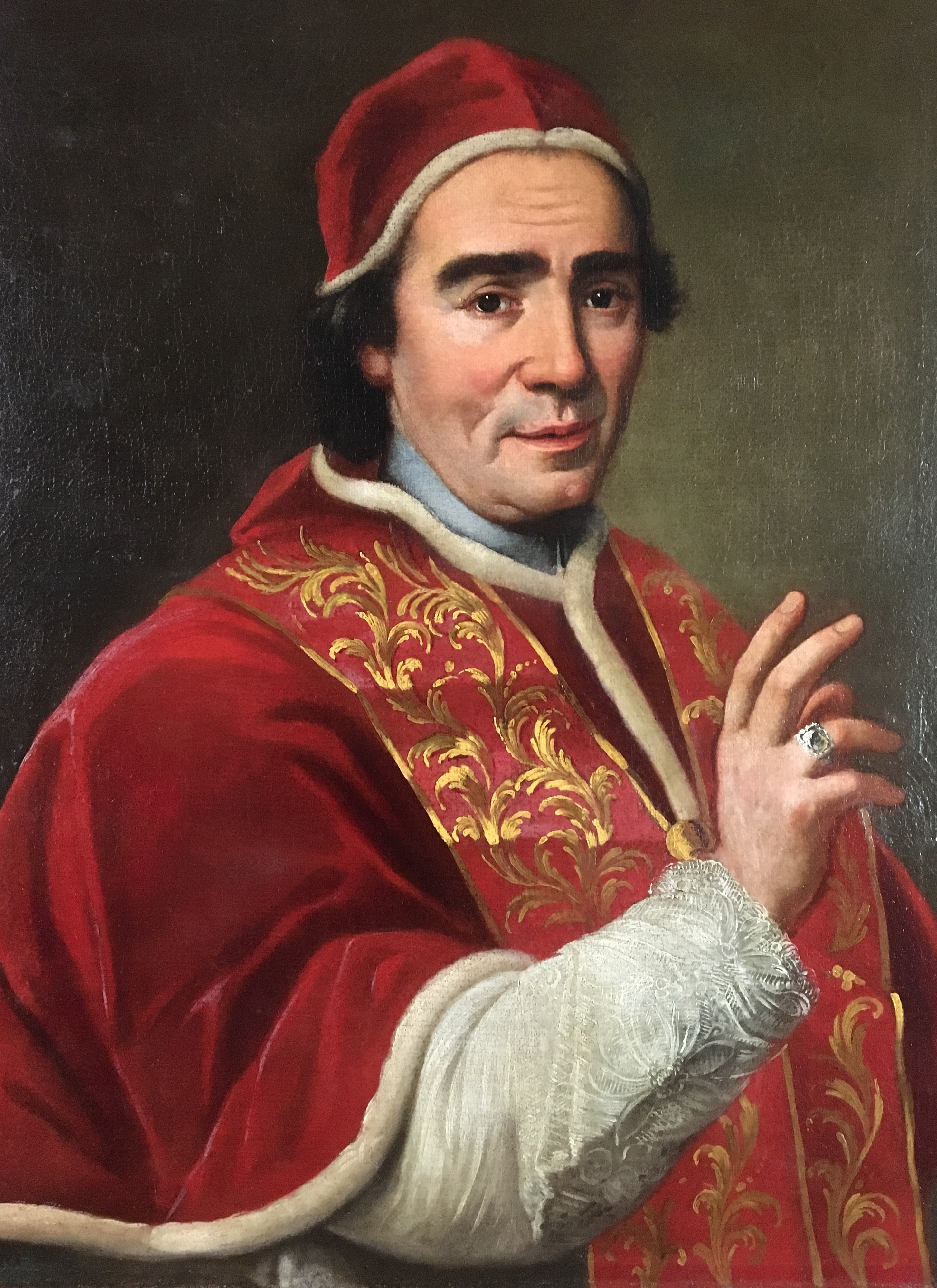
Портрет папы Климента XIV. Между 1769 и 1770. Холст, масло. Городской и епархиальный музей, Аквапенденте
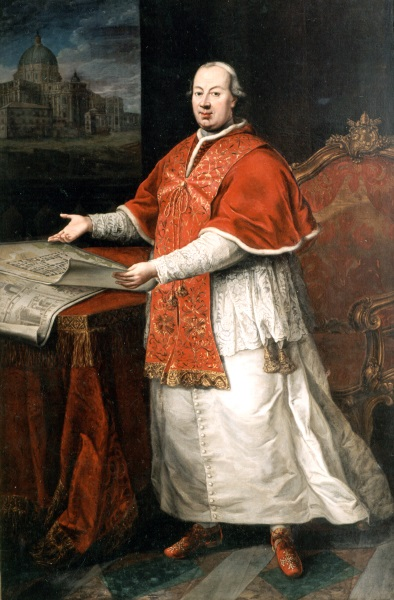
Портрет папы Пия VI. Ок. 1776. Холст, масло. Новая сакристия, Ватикан
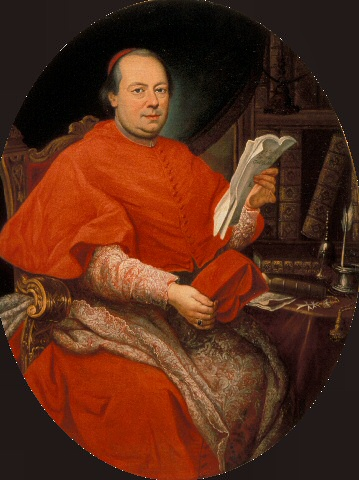
Кардинал Джузеппе Мария Кастелли
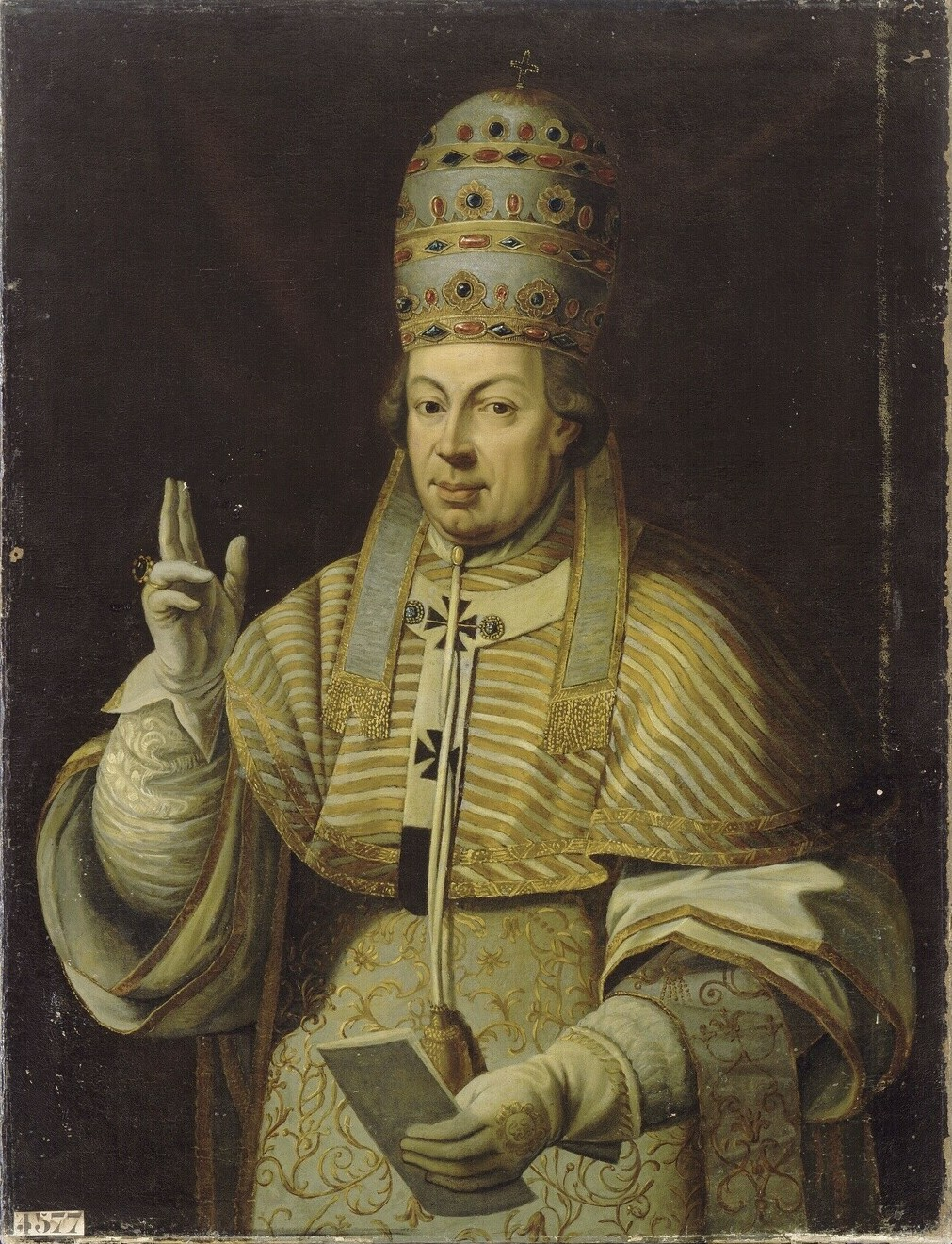
Папа Пий VI. Между 1775 и 1776. Холст, масло. Версаль
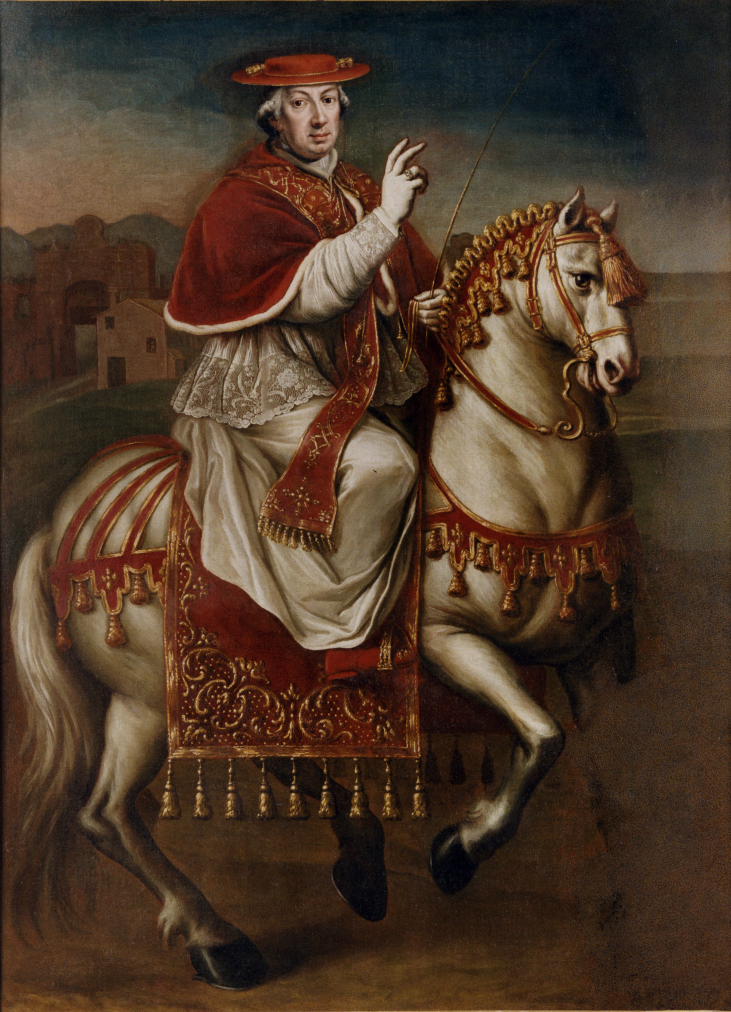
Папа Пий VI верхом. 1775
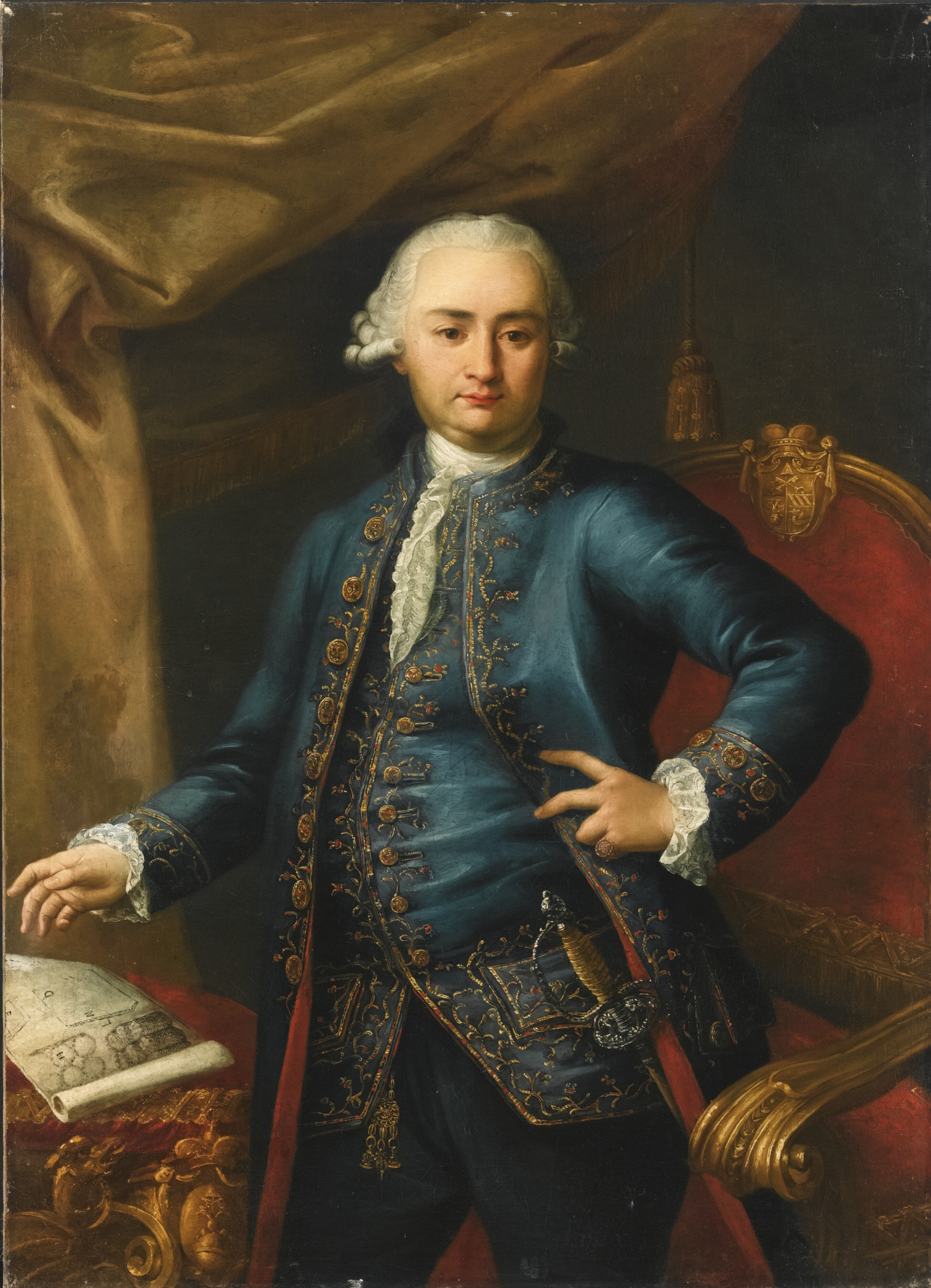
Портрет Марко Бонкомпаньи Оттобони. Ок. 1770. Холст, масло. Частное собрание